# Santa Cecilia, Coahuila
Santa Cecilia är en ort i Mexiko.   Den ligger i kommunen Matamoros och delstaten Coahuila, i den centrala delen av landet, 800 km nordväst om huvudstaden Mexico City. Santa Cecilia ligger 1 140 meter över havet och antalet invånare är 121.
Terrängen runt Santa Cecilia är platt åt nordost, men åt sydväst är den kuperad. Runt Santa Cecilia är det mycket glesbefolkat, med 3 invånare per kvadratkilometer. Närmaste större samhälle är Torreón, 16,1 km nordväst om Santa Cecilia. Omgivningarna runt Santa Cecilia är i huvudsak ett öppet busklandskap.